# تسجيلات آبار
رصد بئر، والمعروف أيضاً باسم سجل الحفر. هو ممارسة لرصد وتسجيل مُفصل للتكوينات الجيولوجية. هو اختراق للبئر. ويمكن أن يستند إما على سجل للفحص البصري لعينات التي تُجلب إلى السطح (سجلات جيولوجية) أو على القياسات الفيزيائية التي تدلي بها أجهزة الرصد التي تنزل في حفرة البئر (السجلات الجيوفيزيائية). يمكن أيضاً أن يتم التسجيل خلال أي مرحلة من مراحل تاريخ البئر؛ أثناء مدة الحفر، بعد استكمال الحفر، الإنتاج أوالتوقف. يتم تنفيذ تسجيل الآبار المحفورة بشكل جيد في شركات النفط والغاز، المياه الجوفية والمعادن واستكشاف الطاقة الحرارية الأرضية، وكذلك كجزء من الدراسات البيئية والجيوتقنية.

## التاريخ
يُعتبروا كونراد ومارسيل شلمبرجير، اللذان أسسوا شركة شلمبرجير المحدودة في عام 1926، هُم من أخترعوا الرصد الكهربائي للآبار. وقد طور كونراد شلمبرجير جهاز قطبي إلكترودي، وكانت تقنية للتنقيب عن رواسب الخامات المعدنية، وقد اعتمد وتبنى الإخوة تلك التقنية لتطبيقات جديدة تُستخدم تحت سطح الأرض بدلاً من السطح فقط.
في 5 أيلول، 1927، قام طاقم العمل لشلمبرجير بإنزال جهاز الرصد الكهربائي أسفل البئر في باشلبرون، الألزاس، فرنسا. وقاموا بإنشاء أول سجل لبئر. بالمفهوم الحديث، كان السجل الأول سجل المقاومة التي يمكن وصفها بأنها -3.5 متر بالإضافة إلى السجل الجانبي.
في عام 1931، هنري جورج دُل وج. ديكاتري عملوا لصالح شلمبرجير، واكتشف أن الغلفانومتر يتلوى حتى عندما عدم التوصيل خلال كابلات التسجيل في البئر. هذا أدى إلى اكتشاف طريقة قياس الجهد الذاتي (SP) الذي لا يقل أهمية عن قياس المقاومة. تأثير الجهد الذاتي يخدث بشكل طبيعي في وجود الطين في البئر وفي حدود قابلة للتوصيل. في وقت يتم تسجيل قياس الجهد الذاتي والمقاومة، كما يمكن للراصد التمييز بين الخزانات التي يوجد بها خواص مسامية التوصيل والتي ليس بها أي الكتيمة.
في عام 1940، اخترع شلمبرجير حهاز لقياس الجهد الذاتي؛ ولقد سمح هذا الجهاز لحساب مقداره واتجاهه لكل طبقة. ولقد تحسن هذا الجهاز في وقت لاحق مع اختراع جهاز لقياس المقاومة عام 1947 وقياس المقاومة المستمرة عام 1952.
استخدم لأول مرة «النفط المعتمد على الطين» (OBM) في حقل رانجيلي، بكولورادو عام 1948.وكان التسجيل الكهربائي العادي يتطلب موصل كهربي كي يتم، ولكن الOBM غير موصل. ولعلاج هذه المشكلة كان سجل الحث هو الحل، ولقد تطور بنهاية أعوام 1940.
جعل مقدمة من الترانزستور والدوائر المتكاملة في 1960s سجلات الكهربائية إلى حد كبير أكثر موثوقية. يسمح حوسبة تجهيز أسرع بكثير

## عملية المسح الجيوفيزيقي
(بالإنجليزية: Geophysical Logging)‏

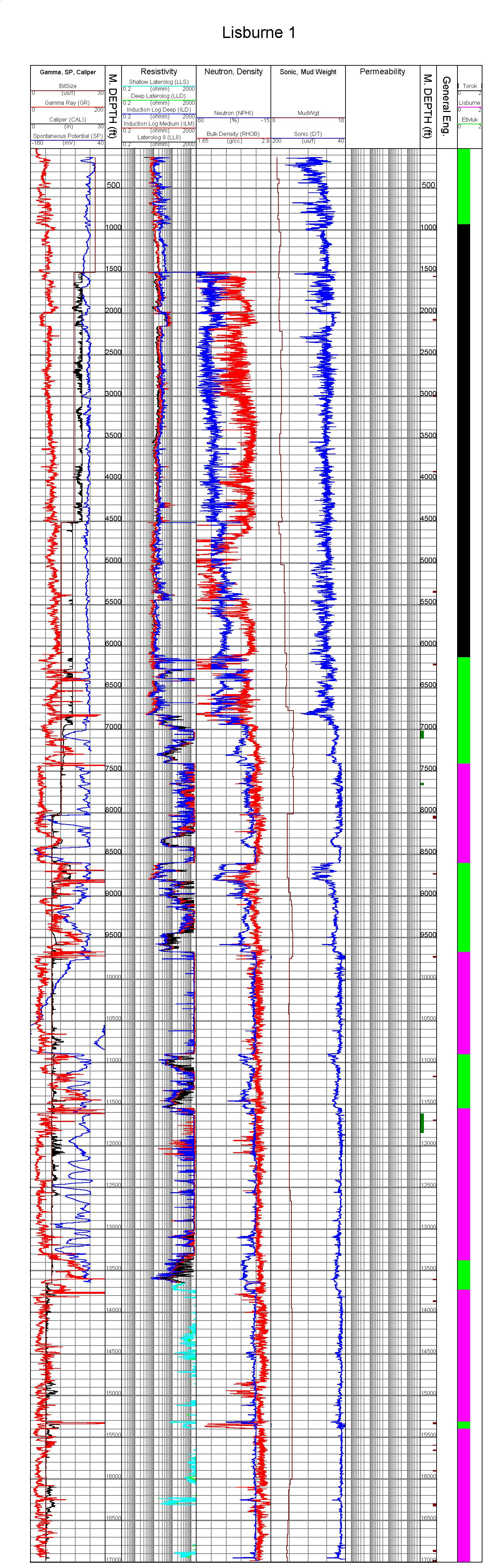
رصد خطي وسلكي يوضح مجموعة متكاملة من الأرصاد

من المفيد إجراء مسح جيوفيزيقي للآبار خاصة في المواقع التي لا تتوفر فيها معلومات سابقة حيث انه بالإضافة إلى كونها أداة يمكن الإعتماد عليها في تحديد الطبقات. فإنها وبطريقة غير مباشرة توضح كثيراً من الخصائص الهيدروجيولوجية للطبقات الحاملة للمياه، خصائص الصخور والطبقات الجيولوجية وخزانات الغاز والبترول.

## الأرصاد الكهربائية
(بالإنجليزية: Electrical Logs)‏
وهي أكثر الأرصاد شيوعاً وتتكون عادة من سجل للمقاومة النوعية الظاهرية للتكوينات والجهد الذاتي الذي يتولد في لآبار. ولكلا الخاصتين علاقة غير مباشرة بطبيعة التكوينات ونوعية المياه التي تحويها ويمكن قياسها فقط في ثقوب الحفر غير المغلفة وبحيث تكون هذه الثقوب ممتلئة بسائل الحفر. أي على اتصال مباشر بالطبقات وفي وجود موصل كهربي (سائل الحفر).

### أرصاد المقاومة النوعية
(بالإنجليزية: Resistivity Logs)‏
بالنسبة لرصد المقاومة النوعية، فإن الطبقات الرملية والطينية تظهر مقاومات عالية جداً إذا كانت جافة ولكن عند تشبع إحداها بالمياه سوف تؤدي إلى تقليل المقومة بدرجة مختلفة لكل مادة. وذلك لأن المياه موصلة للكهرباء ووجودها في الفتحات البينية للمادة الصخرية يجعلها وسط موصل للكهرباء وبذلك تقل مقاومة الطبقة. وتعتمد الدرجة التي تقل إليها المقاومة على نوعية المياه أي على مجموع الأملاح الصلبة المذابة فيها فكلما زادت الأملاح زادت درجة التوصيل الكهربائي وبالتالي تقل المقاومة. ومياه التشبع الموجودة في الطبقات الطينية تكون في العادة مالحة لأنها تذيب المعادن من السطوح النشطة كيماوياً لملايين الجزيئات الطينية المكونة للطبقة. ونتيجة لذلك فإن الطبقات الطينية تظهر مقاومة منخفضة. والطبقات الرملية المشبعة بالمياه العذبة تظهر مقاومة عالية ولكن إذا كانت المياه مالحة فإنها تظهر مقاومة منخفضة مثل الطبقات الطينية ونتيجة لذلك فإنه من الصعب بل ويكاد يكون مستحيلاً التفريق بين الطبقات الرملية التي تحوي مياه مالحة وبين الطبقات الطينية باستخدام رصد المقومة النوعية فقط.

### رصد الجهد الذاتي
(بالإنجليزية: Spontaneous Potential)‏
يُعتبر هذا هو الجزء المكمل للأرصاد الكهربائية وهوالجهد الذاتي. يقوم بقياس الإختلاف في الجهد بين قطبين احدهما على السطح والأخر يمر في سائل الحفرالموجود في ثقب الحفر. وينشأ الجهد عن تيارات كهروكيميائية عند نقاط اتصال سائل الحفر بمياه الطبقات المنفذة وعبر الطبقات الطينية التي تعلو وتسفل تلك الطبقات المنفذة. ويتكون رصد الجهد الذاتي عادة من خط أساسي مستقيم إلى حد ما ويتضمن بعض النتوءات أو القمم إلى جهة اليسار. ويمثل خط الأساس في معظم الأحيان الطبقات الطينية، أما القمم فتكون مقابل الطبقات المنفذة. وتختلف شدة القمم بإختلاف التكوينات الجيولوجية، ولكن لا توجد علاقة بين شدتها وقيم المسامية أو التوصيل المائي لتلك التكوينات. وفي ثقوب الحفر المتوسطة العمق التي تخترق طبقات تحتوي على مياه عذبة، فإن منحنى الجهد الذاتي يكون في بعض الأحيان بلا ملامح نسبياً ويقدم القليل من المعلومات المفيدة.
وتجدر الإشارة إلى أن أجهزة رصد المقاومة النوعية قد تطورت كثيراً واصبحت لها تطبيقات أكثر دقة. ومن أمثلة هذه التطورات؛ الرصد الدقيق (بالإنجليزية: MicroLog)‏ والرصد التأثيري (بالإنجليزية: Induction Log)‏ والرصد الجانبي (بالإنجليزية: Laterolog)‏

## الأرصاد الإشعاعية
تعتمد فكرتها على الإستفادة من الإشعاعات الطبيعية للتكوينات الجيولوجية في التعرف على خصائص تلك التكوينات وتتضمن تلك الأرصاد ما يلي؛

### أرصاد أشعة غاما
(بالإنجليزية: Gamma Ray Log)‏
يتم رصد أشعة غاما بقياس الإشعاع الطبيعي لهذه الأشعة والتي تنبعث من بعض المواد المشعة الموجودة بكميات مختلفة في الطبقات وفي أغلب الحالات فإن الطبقات الطينية تحتوي على كميات من المواد المشعة أكبر بكثير مما تحويه الأحجار الجيرية أو الرملية ولذلك فإن رصد أشعة غاما يستعمل أساساً في تحديد الطبقات الطينية وتمتاز أشعة غاما بأنها لا تتأثر كثيراً بالتغيرات في نوعية المياه ولذلك فإنه يُمكن الإعتماد عليها في تحديد الطبقات الطينية وخاصة عندما تفشل الأرصاد الكهربائية في ذلك.

### أرصاد النيوترون
(بالإنجليزية: Neutron Log)‏
هو الجزء المكمل لهذه الأرصاد وهو رصد النيوترون فيتم تسجيله بانزال مصدر اشعاعي في البئر يقوم بقذف بعض النيترونات المنشطة إلى داخل التكوينات الجيولوجية وتتم مراقبة تلك النيترونات على السطح. فإذا كانت الطبقات جافة فإنها سوف تبين الحد الأقصى للشدة على رصد النيوترون بينما تسجل الطبقات الطينية الحد الأدنى من الشدة والطبقات المنفذة الحاملة للمياه تظهر شدة متوسطة وكلما زاد محتوى الهيدروجين كلما قلت استجابة الطبقة على رصد النيوترون حتى تصل إلى الحد الأدنى للشدة وفي هذه الحالة فإنه يمكن الخلط بين الطبقات المشبعة جداً بالماء وبين الطبقات الطينية والتفريق بينهما في هذه الحالة يتم باستعمال رصد أشعة غاما. ومن رصد النيوترون فإنه يمكن تقدير مسامية الطبقات الحاملة للمياه وبشكل عام فإن استجابة رصد النيوترون تتناقض بطريقة لوغاريتمية كلما زادت المسامية وتنطبق هذه النظرية بشكل خاص على الخزانات المائية التي تتكون من الأحجار الجيرية ولا تحتوي على أية طبقات طينية وعادة يتم إجراء أرصاد أشعة غاما والنيوترون معاً. وتمتاز تلك الأرصاد بإمكان تسجيها في الأجزاء المغلفة من الآبار.

### رصد الكثافة الكلية
(بالإنجليزية: Bulk Density Log)‏
يستخدم هذا النوع من الرصد لقياس مسامية الصخور لأن الأنواع المختلفة من الصخور تكون لها غالباً نفس كثافة الحبيبات ولكن الكثافة الكلية تختلف من صخر إلى آخر ومن نقطة إلى أخرى داخل التكوين نفسه. وترجع هذه الإختلافات إلى المسامية ويعتبر هذا الرصد مكملاً لرصد النيوترون في تلك المسألة وخاصةً عند تزايد المسامية عن 15% حيث يصبح رصد النيوترون أقل دقة. وفي هذه الحالة يمكن الحصول على نتائج مرضية من رصد الكثافة الكلية. وبالرغم من أن رصد الكثافة الكلية قد يظهر في بعض الحالات التغيرات الليثولوجية خلف أنابيب التغليف إلا أنه يكون مفيداً بشكل أساسي فقط في الآبار غير المغلفة.

### الأرصاد الصوتية
(بالإنجليزية: Sonic Logs)‏
تعتمد فكرة هذه الأرصاد على إرسال واستقبال موجات صوتية ومن أهم أنواعها رصد الرابطة الأسمنتية (بالإنجليزية: Cement Bond)‏ ورصد أماكن جلب أنابيب التغليف (بالإنجليزية: Casing Collar Locator)‏ .

## أنواع أخرى من الرصد
إضافة إلى ما تقدم، توجد عدة أنواع من الأرصاد مثل رصد درجة الميل (بالإنجليزية: Dipmeter)‏، ودرجة الحرارة (بالإنجليزية: Temperature Log)‏، ورصد القُطر (بالإنجليزية: Caliper)‏ ولكل من هذه الأنواع أجهزته الخاصة وتطبيقاته واستخداماته.

## صور رصد الآبار

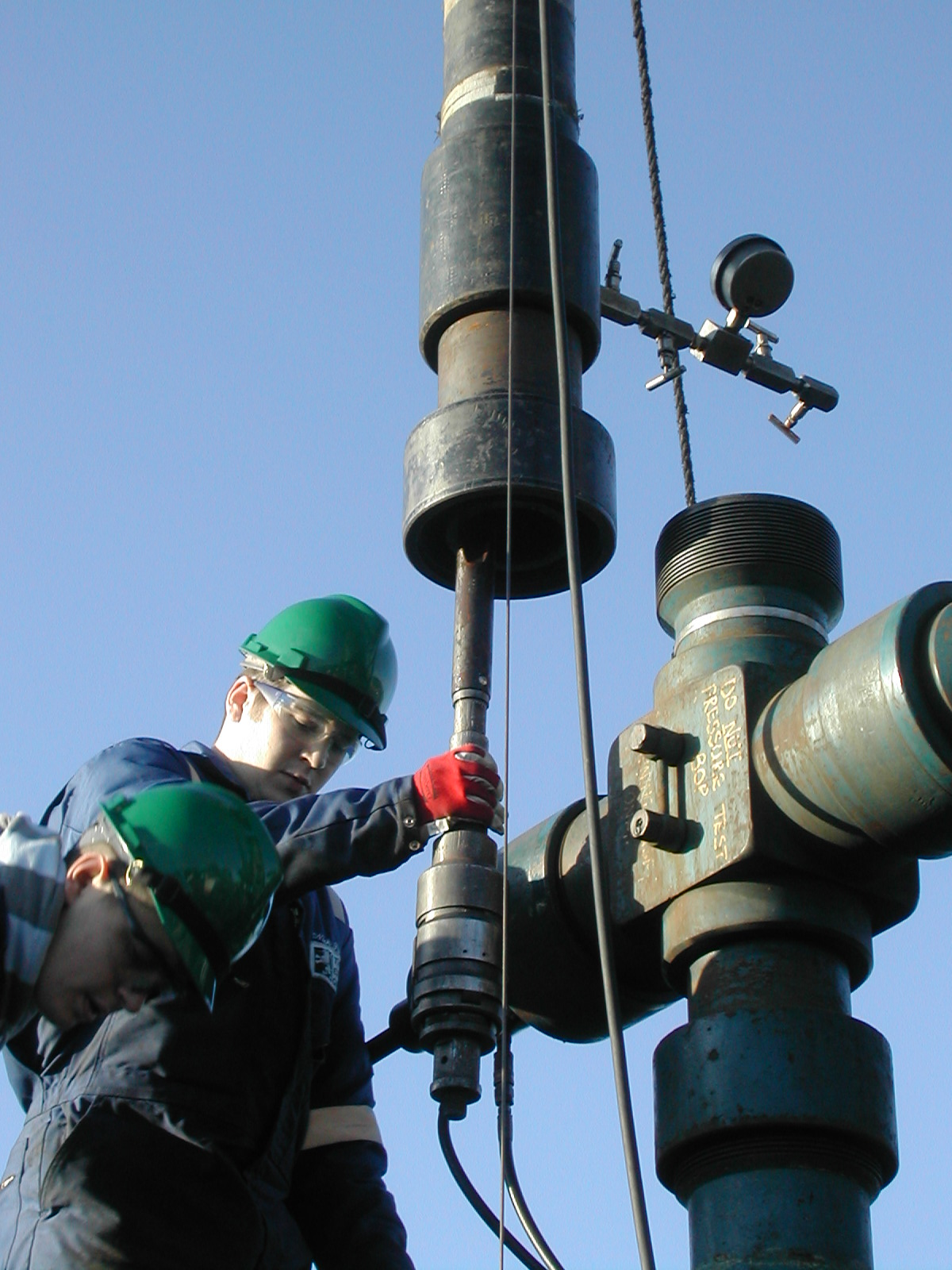
بي أو جهاز التحرك